# Leucospis namibica
Leucospis namibica är en stekelart som beskrevs av Boucek 1974. Leucospis namibica ingår i släktet Leucospis och familjen Leucospidae.
Artens utbredningsområde är Namibia. Inga underarter finns listade i Catalogue of Life.